# Narganá
Narganá également appelée Yandup est l'une des quatre communes de la région indigène panaméenne de Guna Yala.

## Situation
C'est une île de la région de Guna Yala située au nord-ouest du Panama.
Sur cette île se trouve la ville de Narganá, qui l'entoure dans son intégralité et qui comptait 1 090 habitants en 2014 et qui est la plus grande ville de la région.
Cette ville est le chef lieu du corregimiento de Narganá, qui couvre l'ouest de la région.

## Géographie
Narganá, qui fait partie de l'archipel de San Blas, est de petite taille. Sa traversée en marche à pied ne prend qu'une dizaine de minutes. Compte tenu de son importance, la ville possède un petit hôpital et une école.
La population de l'île est composée d'indigènes de l'ethnie Guna.
L'île peuplée la plus proche est l'île Corazón de Jesús (es), qui est reliée à Narganá par un pont.
Le terrain autour de Narganá est plat au nord-ouest, mais au sud, il est vallonné et boisé.
Le point culminant de la région, situé à 11 km au sud de Narganá, est de 700 mètres.